# Membrana
Uma membrana é uma barreira seletiva e semipermeável que separa dois ambientes de composições químicas distintas. Uma vez que se dispõe entre ambientes ou fases e que tem um volume finito, pode ser referida como interfase em vez de interface. As membranas controlam seletivamente o transporte de massa entre as fases ou ambientes.

## Membrana primária
É a primeira membrana que as células depositam sobre a lamela média. Encontra-se em células jovens (meristemáticas) e em células adultas de tecidos, como o parênquima, o colênquima e os vasos liberianos. Essa membrana é elástica, delgada e formada, principalmente, por celulose e substâncias pécticas.
A observação da membrana primária permite evidenciar a presença de poros, correspondentes em células vizinhas, por onde os citoplasmas dessas células apresentam continuidade. Esses poros são atravessados por pontes citoplasmáticas, chamadas plasmodesmos.
Os plamodesmos estão relacionados com a circulação rápida de substâncias entre as células. Através dessas pontes citoplasmáticas, passam íons, gases dissolvidos, água, substâncias orgânicas, etc...

## Membrana secundária
Em células de determinados tecidos, como o tecido lenhoso e o esclerênquima, podem ocorrer novas deposições de matérias, que constituem a membrana secundária. Essa membrana é espessa, pouco elástica e apresenta-se formada por celulose, hemicelulose, substâncias pécticas, lignina, etc...
A membrana secundária não se deposita de maneira contínua e uniforme.
Às vezes, surgem regiões nas quais ela não se deposita, formando as pontuações. A falta de deposição coincide exatamente com as regiões onde a membrana primária era atravessada pelos canalículos (poros), os quais, como já sabemos, são percorridos pelos plasmodesmos. Deve-se notar que as pontuações são correspondentes, em células adjacentes, formando pares de pontuação.

## Membranas artificiais
Membranas artificiais são utilizadas em processos de separação por membranas. As primeiras membranas comerciais eram produzidas por gelificação de uma solução polimérica. Nos anos 70 surgiram as primeiras membranas assimétricas, produzidas por inversão de fase. Mais tarde surgiram as membranas compósitas e as membranas cerâmicas.